# André-Jean Lafaurie
Pour les articles homonymes, voir Lafaurie.
André-Jean Lafaurie est un journaliste sportif, écrivain et scénariste né le 27 novembre 1948 à Grenoble et mort le 21 octobre 2014 à Urrugne. Il a notamment participé à l'écriture de la série télévisée Salut champion et a été le commentateur historique du golf sur Canal+.

## Biographie
André-Jean Lafaurie débute à La Voix du Nord. Journaliste radio à Europe 1, collaborateur de L'Équipe, Libération, Vogue Hommes et Le Point, pilier du golf sur Canal+ dès sa création (de 1984 à 2004).
Auteur d'une vingtaine d'ouvrages, dont une Histoire du Golf et de la première biographie de l'américain Tiger Woods, il est pendant 25 ans le rédacteur en chef du magazine Golf européen. Membre du Royal and Ancient Golf Club of St Andrews, il est le seul Français membre de l'Association of Golf Writers (Grande Bretagne), et de la Golf Writers Association of America (États-Unis).
Il termine sa carrière en étant romancier.
Pianiste de jazz, il participe pendant vingt ans (1981-2001) à la célèbre formation de New Orleans, Bide Band Blues (voir archives INA).
Il meurt à Urrugne le 21 octobre 2014 à l'âge de 65 ans,.

### Traductions et Adaptations
- 1978 : Golf My Way, Jack Nicklaus (Off. du Livre. Fribourg)
- 1982 :
  - Leçons de Golf Tome I et II, Jack Nicklaus (Ed. Solar)
  - Le Petit Jeu, Tom Watson (Ed. Solar)
- 1984 : Le Jeu Intérieur, Timothy Gallway (Ed. Robert Laffont)
- 1994 : La Méthode Ballesteros, Tome I (Ed. Pangreen)